# Oeciotypa disjuncta
Oeciotypa disjuncta är en tvåvingeart som beskrevs av Ian David Whittington 2003. Oeciotypa disjuncta ingår i släktet Oeciotypa och familjen bredmunsflugor. Inga underarter finns listade i Catalogue of Life.